# Dictyosome

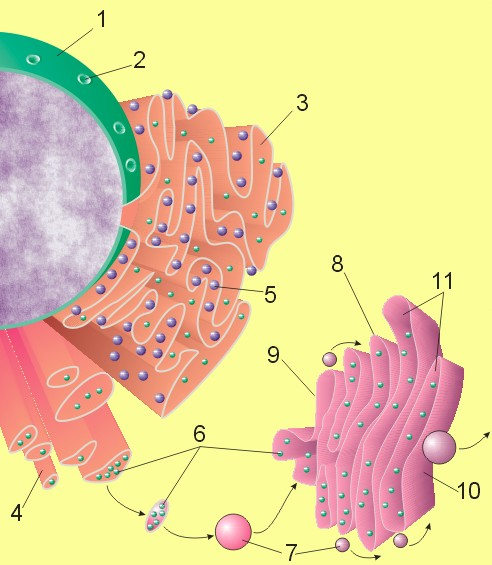
Image du noyau, du Réticulum endoplasmique et de l'appareil de Golgi : 1. noyau (enveloppe nucléaire) 2. pore nucléaire 3. réticulum endoplasmique granuleux (REG) 4. réticulum endoplasmique lisse (REL) 5. ribosome sur le REG 6. protéines transportées 7. vésicule golgienne 8. appareil de Golgi 9. face cis d'un dictyosome 10. face trans d'un dictyosome 11. saccules membranaires d'un dictyosome.

Un dictyosome (du grec δίκτυον « filet » et σῶμα « corps, objet ») est un empilement de saccules membranaires de forme discoïdale faisant partie de l'appareil de Golgi d'une cellule. L'appareil de Golgi peut se composer de deux ou plusieurs dictyosomes selon le type de cellules. 
Au sein d'un dictyosome, la face cis désigne les saccules situées du côté central de la cellule, tournées vers le réticulum endoplasmique. La face trans est constituée des saccules externes. On peut distinguer également des compartiments médians entre les deux précédents.
La face cis, convexe, est le lieu de réception de vésicules de transition en provenance d'un réticulum endoplasmique. Ces vésicules transportent les protéines traduites de l'ARNm dans le réticulum endoplasmique. Les protéines et les lipides subissent une série de transformations (glycosylation, assemblage des protéoglycanes, etc.) au cours de leur transit dans les saccules du dictyosome. Ce transit s'effectue par l'intermédiaire de petites vésicules golgiennes transportant les produits de la face cis vers la face trans. Les modifications opérées sur les protéines et les lipides sont parfaitement ordonnées dans chaque compartiment.
Tous les produits ainsi formés aboutissent dans des vésicules destinées soit à la sécrétion et au renouvellement membranaire par insertion des parois vésiculaires dans la membrane plasmique, soit à la formation de lysosomes.
La face trans, concave, est le lieu de départ des vésicules de sécrétion.
Ces subdivisions sont morphologiques mais aussi fonctionnelles car dans chacune de ces régions ont lieu des réactions différentes. Nous pouvons les mettre en évidence par observation d'enzymes différentes au microscope électronique :
- le nucléoside di-phosphate dans la région trans
- l'osmium réductase dans le cis golgi
- la phosphatase acide dans le TGN (trans golgi network)